# Зарафа
Зарафа (1825 — 12 января 1845) — самка жирафа, в течение 18 лет в первой половине XIX века жившая в «Саду растений» в Париже. Она была первой из трёх жирафов, подаренных трём европейским монархам египетским пашой Мухаммедом Али и первым жирафом в Европе с момента смерти жирафа, подаренного правителю Флорентийской республики Лоренцо Медичи в 1486 году.
Зарафа была направлена французскому королю Карлу X османским наместником Египта Мухаммедом Али. В 1824 году османская армия пыталась разбить греков в войне за независимость Греции, и султан Махмуд II попросил Мухаммеда Али (бывшего в то время в значительной степени независимым правителем) о помощи. В качестве одного из средств помощи — по совету французского консула Бернардино Дроветти — паша решил сделать Франции экзотический подарок с целью убедить её короля прекратить помощь грекам.
Зарафа была поймана в молодом возрасте арабскими охотниками у Сеннара, Судан, доставлена верблюдами до Хартума, а оттуда перевезена по Нилу в Александрию. Вместе с ней было отправлено три коровы, снабжавших молодое животное молоком. Из Александрии жирафу и коров перевезли в Марсель, её сопровождали араб-смотритель и суданец-прислужник Дроветти по имени Атир. Поскольку судно не было приспособлено для перевозки больших животных, на палубе пришлось прорезать отверстие, чтобы жирафа могла высовывать голову. Путешествие длилось 31 день и завершилось 31 октября 1826 года. Опасаясь перевозки вокруг Пиренейского полуострова, сопровождающие решили, что лучше животное пройдёт пешком 900 километров от Марселя до Парижа. Животное перезимовало в Марселе и в сопровождении натуралиста Этьена Жоффруа Сент-Илера 20 мая отправилось в Париж, которого достигло через 41 день. Во всех городах, через которые проходила жирафа, она собирала большие толпы зрителей: в частности, в Лионе на неё пришло посмотреть 30 тысяч жителей города.
Жирафа была представлена королю 9 июля во дворце Сен-Клу и отправлена на постоянное место жительства в Сад растений. Жирафа, достигшая роста 4 метров, произвела сенсацию в Париже. В первые дни на неё пришло посмотреть более 100 тысяч парижан (или 1/8 населения города). Оноре де Бальзак написал о ней рассказ, Гюстав Флобер приехал посмотреть на неё из Руана. В моду быстро вошли высокие прически à la girafe, пятнистая одежда, изображения жирафа на керамике.
Зарафа жила в Париже на протяжении 18 лет до своей смерти; всё время за ней ухаживал Атир. Из её тела было сделано чучело, которое простояло в фойе Сада много лет, а сейчас стоит в одном из музеев города Ла-Рошель.
На основе истории Зарафы был снят мультфильм «Жирафа», вышедший на экраны в 2012 году.